# Кільця Борромео
Кільця Борромео — зачеплення, що складається з трьох топологічних кіл, які зчеплені і утворюють бруннове зачеплення (тобто видалення будь-якого кільця призведе до роз'єднання двох інших). Іншими словами, ніякі два з трьох кілець не зчеплені, як в зачепленні Гопфа, проте, всі разом вони зчеплені.

## Математичні властивості
Попри позірну з ілюстрацій природність кілець Борромео, з геометрично ідеальних кіл таке зачеплення зробити неможливо. Також це можна побачити, розглянувши діаграму вузла: якщо припустити, що кола 1 та 2 дотикаються в двох точках перетину, то вони лежать або в одній площині, або на сфері. В обох випадках третє коло має перетинати цю площину чи сферу в чотирьох точках і не лежати на ній, що неможливо.

Реалізація кілець Борромео у вигляді еліпсів

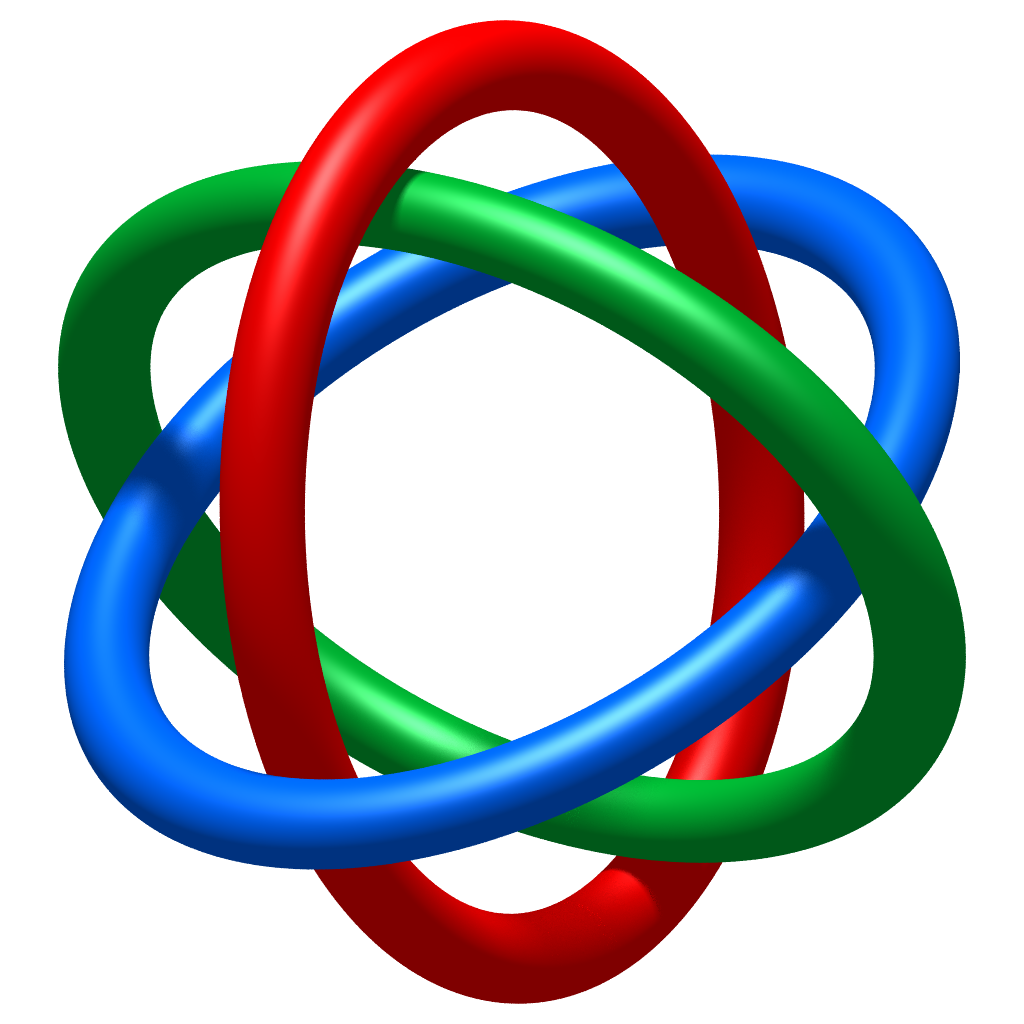
Тривимірне подання кілець Борромео

Разом з тим, подібне зачеплення можна здійснити з використанням еліпсів, причому ексцентриситет цих еліпсів можна зробити як завгодно малим. З цієї причини тонкі кільця, зроблені з гнучкого дроту можна використовувати як кільця Борромео.

### Зачеплення
В теорії вузлів кільця Борромео є найпростішим прикладом бруннового зачеплення — хоча будь-яка пара кілець не зчеплена, їх не можна роз'єднати.
Найпростіший спосіб це довести — розглянути фундаментальну групу доповнення двох незчеплених кіл; за теоремою Зейферта — ван Кампена це вільна група з двома твірними, a і b, а тоді третьому циклу відповідає клас комутатора, [a, b] = aba−1b−1, що можна бачити з діаграми зачеплення. Цей комутатор нетривіальний у фундаментальній групі, а тому кільця Борромео зчеплені.
В арифметичній топології існує аналогія між вузлами і простими числами, що дозволяє простежувати зв'язки простих чисел. Трійка простих чисел (13, 61, 937) є пов'язаною за модулем 2 (її символ Редеї дорівнює -1), але попарно за модулем 2 ці числа не пов'язані (всі символи Лежандра дорівнюють 1). Такі прості називаються «правильними трійками Борромео за модулем 2» або «простими Борромео за модулем 2».

### Гіперболічна геометрія
Кільця Борромео є прикладом гіперболічного зчеплення — доповнення кілець Борромео в 3-сфері допускає повну гіперболічну метрику зі скінченним об'ємом. Канонічний розклад (Епштейна — Пеннера) доповнення складається з двох правильних октаедрів. Гіперболічний об'єм дорівнює 16Л(π/4) = 7.32772…, де Л — функція Лобачевського.

## Зв'язок з косами

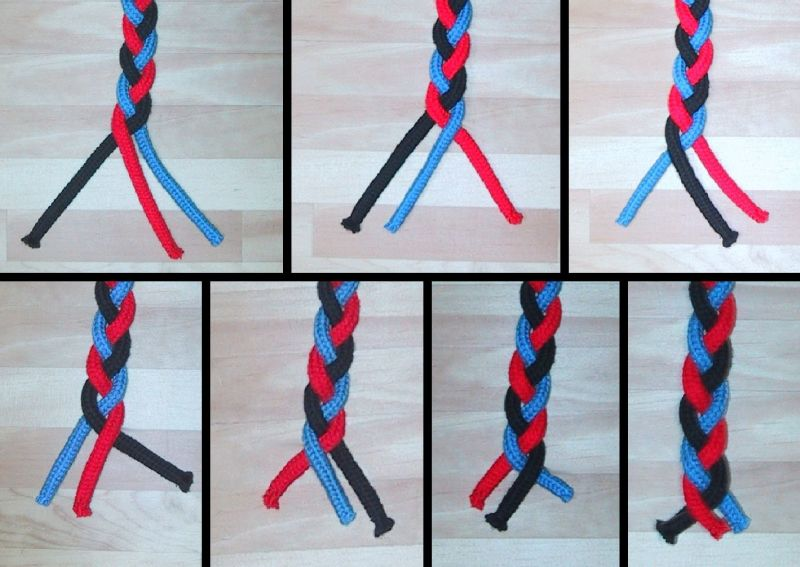
Стандартна коса з трьох стрічок відповідає кільцям Борромео.

Якщо розсікти кільця Борромео, отримаємо одну ітерацію звичайного плетіння коси. І навпаки, якщо зв'язати кінці (однієї ітерації) звичайної коси, отримаємо кільця Борромео. Видалення одного кільця звільняє два інших, і видалення однієї стрічки з коси звільняє дві інші — вони є найпростішими брунновим зачепленням і брунновою косою відповідно.
У стандартній діаграмі зачеплення кільця Борромео упорядковані в циклічному порядку. Якщо використовувати кольори, як вище, червоне буде лежати над зеленим, зелене над синім, синє над червоним, і при видаленні одного з кілець одне з решти буде лежати над іншим і вони виявляться незачепленими. Так само і з косою: кожна стрічка лежить над другою і під третьою.

## Історія

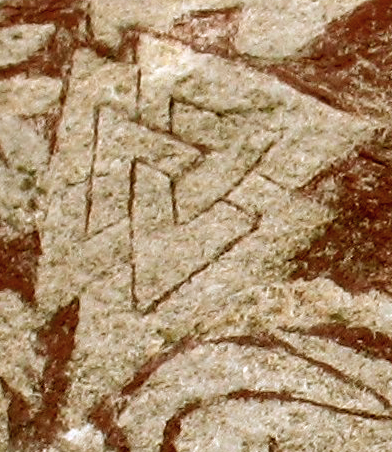
Валкнут на Стура-Хаммарському камені

Кільця Борромео як символ християнської Трійці з рукописів XIII століття.

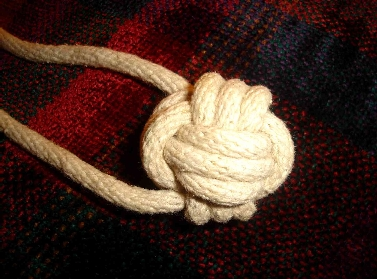
Вузол мавпячий кулак.

«Мандала» дискордаіанства, що містить п'ять кілець Борромео.

Назву «кільця Борромео» з'явилася через використання їх на гербі аристократичної родини Борромео в північній Італії. Зачеплення значно старше і з'являлося у вигляді валкнута на картинних каменях вікінгів, які датуються сьомим століттям.
Кільця Борромео використовувалися в різних контекстах, таких як релігія і мистецтво, для того щоб показати силу єдності. Зокрема кільця використовувались як символ Трійці. Відомо, що психоаналітик Жак Лакан знайшов натхнення в кільцях Борромео як моделі топології людської особистості, в якій кожне кільце відповідає фундаментальному компоненту реальності («дійсне», «уявне» і «символічне»).
2006 року Міжнародний математичний союз ухвалив рішення використати логотип, заснований на кільцях Борромео, для XXV міжнародного конгресу математиків у Мадриді, Іспанія.
Кам'яний стовп у храмі Марундіїсварар у Ченнаї, Тамілнад, Індія, датований шостим століттям, містить таку фігуру.

### Часткові кільця
Відомо багато візуальних знаків, що належать до середньовіччя і часів ренесансу, що складаються з трьох елементів, зчеплених один з одним тим самим способом, що й кільця Борромео (в загальноприйнятому двовимірному поданні), але індивідуальні елементи при цьому не є замкнутими кільцями. Прикладами таких символів є роги на снолделевському камені і півмісяці Діани де Пуатьє. Прикладом знаку з трьома різними елементами є емблема клубу Інтернасьонал. Хоч і меншою мірою, до цих символів відносяться ганкиїл і діаграма Венна з трьох елементів.
Також вузол «мавпячий кулак», по суті, є тривимірним поданням кілець Борромео, хоча вузол складається з трьох рівнів.

### Більша кількість кілець
Деякі з'єднання в теорії вузлів містять множинні конфігурації кілець Борромео. Одне з'єднання такого типу, що складається з п'яти кілець, використовується як символ у дискордіанізмі, засноване на зображенні з книги «Принципія Дискордія».

## Реалізації

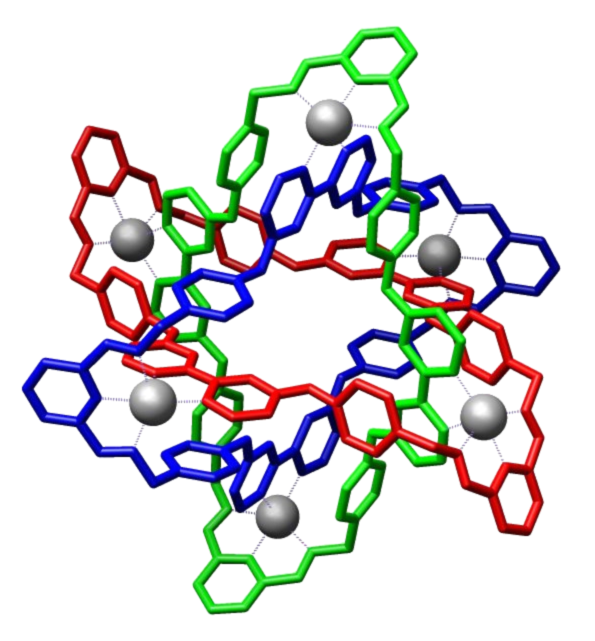
Кристалічна структура молекулярних кілець Борромео, наведена Стодартом у журналі «Science», 2004, том 304, с. 1308—1312.

Молекулярні кільця Борромео — молекулярні аналоги кілець Борромео, які є механічно зчепленими молекулярними структурами. 1997 року біолог Мао Ченде (Chengde Mao) зі співавторами з Нью-Йоркського університету успішно сконструювали кільця з ДНК. 2003 року хімік Фрейзер Стоддарт зі співавторами з Каліфорнійського університету, використали комплексні сполуки для побудови набору кілець з 18 компонентів за одну операцію.
Квантово-механічний аналог кілець Борромео називається ореолом або станом Єфімова (існування таких станів передбачив фізик Віталій Миколайович Єфімов 1970 року). 2006 року дослідницька група Рудольфа Гріма і Ганса-Крістофа Негерля з Інституту експериментальної фізики Інсбруцького університету (Австрія) експериментально підтвердила існування таких станів у ультрахолодному газі атомів цезію і опублікувала відкриття в науковому журналі Nature. Група фізиків під керівництвом Рандалла Гулета (Randall Hulet) в університеті Райса в Х'юстоні отримали той самий результат за допомогою трьох пов'язаних атомів літію і опублікували своє відкриття в журналі Science Express. 2010 року група під керівництвом К. Танака отримала стан Єфімова з нейтронами (нейтронний ореол).